# Landesrichter (Ungarn)

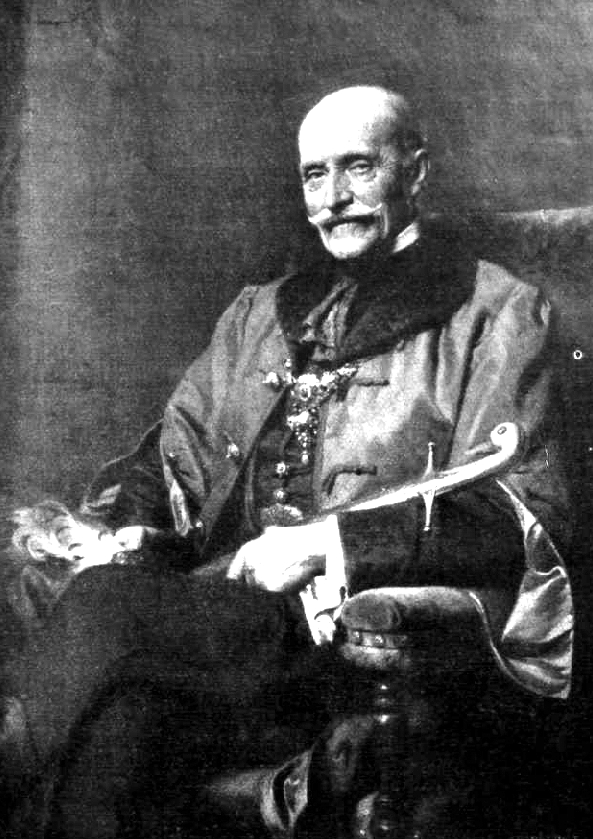
Aurél Dessewffy, letzter Landesrichter Ungarns

Der Landesrichter, ungarisch Országbíró (lat. Iudex Curiae [Regiae], deutsch auch Reichsoberrichter) war nach dem Palatin das zweithöchste Amt im Königreich Ungarn.

## Geschichte
Die Ursprünge des Amtes werden auf das zur Zeit König Stephans I. bestehende Amt des Hofrichters zurückgeführt. Dessen Aufgabe war es über die höfische Gesellschaft zu richten. Ab dem 13. Jahrhundert wandelte sich diese Würde zum obersten Richter des Landes. König Matthias Corvinus legte in einem Dekret 1486 fest, dass der Landesrichter das zweithöchste Amt des Königreichs, direkt nach dem Palatin, ist. Seit 1608 ruft der Landesrichter nach dem Tod des Palatins den Landtag zusammen, auf dem der Nachfolger des Palatins gewählt wird. Zudem erlangte der Landesrichter einen Sitz im Magnatenhaus des ungarischen Landtags (ab 1867 Reichstags) und war Mitglied und Vizepräsident des Statthaltereirats. Die Befugnisse des Landesrichters waren ab dem späten 19. Jahrhundert deutlich geringer und zunehmend repräsentativ. Ab 1881 war er Präsident der königlichen Kurie, jedoch ab 1884 ohne richterliche Befugnisse. Bei Krönungen hatte der Landesrichter das königliche Zepter zu tragen.

## Liste
| Amtszeit       | Amtsträger                    | König                           |
| -------------- | ----------------------------- | ------------------------------- |
| 1127–1131.     | Gyula                         | Stephan II.                     |
| vor 1135       | György                        | Béla II.                        |
| vor 1141       | Fanzell                       | Béla II.                        |
| 1146           | Cadarius                      | Géza II.                        |
| 1148           | Gereon                        | Géza II.                        |
| 1150–1157      | Henrik                        | Géza II.                        |
| 1162–1163      | Gábor                         | Stephan III.                    |
| 1164–1172      | Lőrinc                        | Stephan III.                    |
| 1174/1178–1181 | Cumpurdinus                   | Béla III.                       |
| 1183           | Péter                         | Béla III.                       |
| 1185–1186      | Moch                          | Béla III.                       |
| 1192–1193      | Domonkos                      | Béla III.                       |
| 1197–1198      | Ézsau                         | Emmerich                        |
| 1198           | Péter                         | Emmerich                        |
| 1199           | Micha                         | Emmerich                        |
| 1199–1200      | Vejteh                        | Emmerich                        |
| 1201           | Achilleus                     | Emmerich                        |
| 1202–1204      | Gyula                         | Emmerich                        |
| 1205–1206      | Smaragd                       | Andreas II.                     |
| 1207           | Marcell (1. Amtszeit)         | Andreas II.                     |
| 1208–1210      | Miklós                        | Andreas II.                     |
| 1211–1212      | Marcell (2. Amtszeit)         | Andreas II.                     |
| 1212–1213      | Gyula                         | Andreas II.                     |
| 1214           | Márton                        | Andreas II.                     |
| 1215–1218      | Atyusz                        | Andreas II.                     |
| 1219–1221      | Gyula (1. Amtszeit)           | Andreas II.                     |
| 1221–1222      | Bánk                          | Andreas II.                     |
| 1222           | Pósa                          | Andreas II.                     |
| 1222–1224      | Batiz                         | Andreas II.                     |
| vor 1227       | Salamon                       | Andreas II.                     |
| 1224–1230      | László (1. Amtszeit)          | Andreas II.                     |
| 1231–1232      | Benedek                       | Andreas II.                     |
| 1232–1234      | Demeter (1. Amtszeit)         | Andreas II.                     |
| 1234–1235      | László (2. Amtszeit)          | Andreas II.                     |
| 1235–1239      | Gyula (2. Amtszeit)           | Béla IV.                        |
| 1239–1241      | Andor                         | Béla IV.                        |
| 1241–1242      | Pál Geregye (1. Amtszeit)     | Béla IV.                        |
| 1242–1245      | Demeter (2. Amtszeit)         | Béla IV.                        |
| 1245–1246      | István Gutkeled               | Béla IV.                        |
| 1246–1248      | Lóránt (Roland)               | Béla IV.                        |
| 1248–1253      | Pál Geregye (2. Amtszeit)     | Béla IV.                        |
| 1254–1261      | Henrik Kőszegi                | Béla IV.                        |
| 1261–1267      | Lőrinc                        | Béla IV.                        |
| 1267–1270      | Ernye Ákos (1. Amtszeit)      | Béla IV.                        |
| 1270–1272      | Miklós Gutkeled (1. Amtszeit) | Stephan V.                      |
| 1272           | Dénes Péc (1. Amtszeit)       | Ladislaus IV.                   |
| 1272–1273      | Sándor                        | Ladislaus IV.                   |
| 1273           | László                        | Ladislaus IV.                   |
| 1273           | Máté                          | Ladislaus IV.                   |
| 1273–1274      | Miklós Gutkeled (2. Amtszeit) | Ladislaus IV.                   |
| 1274           | Ernye Ákos (2. Amtszeit)      | Ladislaus IV.                   |
| 1274           | Miklós Gutkeled (3. Amtszeit) | Ladislaus IV.                   |
| 1274           | Ernye Ákos (3. Amtszeit)      | Ladislaus IV.                   |
| 1275           | Dénes Péc (2. Amtszeit)       | Ladislaus IV.                   |
| 1275           | Tamás (1. Amtszeit)           | Ladislaus IV.                   |
| 1275           | Miklós                        | Ladislaus IV.                   |
| 1275–1276      | Ugrin                         | Ladislaus IV.                   |
| 1276           | Mojs                          | Ladislaus IV.                   |
| 1276           | Móric                         | Ladislaus IV.                   |
| 1276           | Jakab                         | Ladislaus IV.                   |
| 1277           | Dénes Péc (3. Amtszeit)       | Ladislaus IV.                   |
| 1277           | Loránd Rátót                  | Ladislaus IV.                   |
| 1278           | Gyual Rátót                   | Ladislaus IV.                   |
| 1278–1280      | István Gutkeled               | Ladislaus IV.                   |
| 1280–1281      | Péter                         | Ladislaus IV.                   |
| 1281–1282      | János                         | Ladislaus IV.                   |
| 1283           | Amadé Aba (1. Amtszeit)       | Ladislaus IV.                   |
| 1293           | Rubinus                       | Ladislaus IV.                   |
| 1288           | Gergely Péc                   | Ladislaus IV.                   |
| 1289           | Amadé Aba (2. Amtszeit)       | Ladislaus IV.                   |
| 1290           | Tamás (2. Amtszeit)           | Ladislaus IV.                   |
| 1293–1298      | Apor Péc                      | Andreas III.                    |
| 1298–1301/1304 | István                        | Andreas III.                    |
| 1301           | Péter                         | Wenzel                          |
| 1304?–1311?    | Ugrin Csák                    | Karl I.                         |
| 1311–1314      | János Csák                    | Karl I.                         |
| 1314–1324      | Lampert Hermány               | Karl I.                         |
| 1324–1328      | Sándor Köcski                 | Karl I.                         |
| 1328–1349      | Pál Nagymartoni               | Karl I.                         |
| 1349–1354      | Tamás Széchényi               | Ludwig I.                       |
| 1354–1355      | Miklós Drugeth                | Ludwig I.                       |
| 1355–1359      | Miklós Szécsi (1. Amtszeit)   | Ludwig I.                       |
| 1359           | Miklós Csák                   | Ludwig I.                       |
| 1360–1369      | István Bebek                  | Ludwig I.                       |
| 1369–1372      | Miklós Szécsi (2. Amtszeit)   | Ludwig I.                       |
| 1372           | Jakab Szepesi (1. Amtszeit)   | Ludwig I.                       |
| 1372–1373      | Péter Cudar                   | Ludwig I.                       |
| 1373–1380      | Jakab Szepesi (2. Amtszeit)   | Ludwig I.                       |
| 1381–1384      | Miklós Szécsi (3. Amtszeit)   | Ludwig I., Maria                |
| 1385           | Tamás Szentgyörgyi            | Maria                           |
| 1385           | János Kaplai (1. Amtszeit)    | Maria                           |
| 1386           | Imre Bebek (1. Amtszeit)      | Maria                           |
| 1386–1392      | Imre Bebek (2. Amtszeit)      | Sigismund                       |
| 1392–1395      | János Kaplai (2. Amtszeit)    | Sigismund                       |
| 1395           | Simon Szécsényi               | Sigismund                       |
| 1397–1408      | Frank Szécsényi               | Sigismund                       |
| 1409–1414      | Simon Rozgonyi                | Sigismund                       |
| 1415–1423      | Péter Perényi                 | Sigismund                       |
| 1423–1425      | István Kompolti               | Sigismund                       |
| 1425–1435      | Máté Pálóci                   | Sigismund                       |
| 1435–1440      | István Báthori                | Albrecht                        |
| 1440–1441      | János Kórógyi                 | Ulászló I                       |
| 1441–1446      | György Rozgonyi               | Ulászló I                       |
| 1446–1470      | László Pálóci                 | Ladislaus V., Matthias Corvinus |
| 1470–1471      | János Rozgonyi                | Matthias Corvinus               |
| 1471–1493      | István Báthori                | Matthias Corvinus               |
| 1494           | Pál Kinizsi                   | Ulászló II.                     |
| 1495–1500      | Péter Geréb                   | Ulászló II.                     |
| 1501–1517      | Péter Szentgyörgyi            | Ulászló II.                     |
| 1518–1524      | Lőrinc Újlaki                 | Ludwig II.                      |
| 1524–1525      | Ambrus Sárkány                | Ludwig II.                      |
| 1525–1526      | János Drágffy                 | Ludwig II.                      |
| 1527–1543      | Elek Thurzó                   | Ferdinand I., Johann I.         |
| 1530–1540      | Gergely Pestyéni              | Ferdinand I., Johann I.         |
| 1540–1554      | Tamás Nádasdy                 | Ferdinand I.                    |
| 1554–1566      | András Báthori                | Ferdinand I.                    |
| 1566–1567      | Gábor Perényi                 | Maximilian                      |
| 1567           | Kristóf Országh               | Maximilian                      |
| 1567–1568      | István Bánffy                 | Maximilian                      |
| 1568–1584      | Miklós Báthori                | Maximilian, Rudolf II.          |
| 1586–1605      | István Báthori                | Rudolf                          |
| 1606–1608      | Zsigmond Forgách              | Rudolf                          |
| 1608–1609      | Bálint Homonnai Drugeth       | Matthias                        |
| 1610–1618      | Zsigmond Forgách              | Matthias                        |
| 1618–1621      | György Homonnai Drugeth       | Ferdinand II.                   |
| 1622–1625      | Miklós Esterházy              | Ferdinand II.                   |
| 1625–1631      | Menyhért Alaghy               | Ferdinand II.                   |
| 1631–1636      | Pál Rákóczi                   | Ferdinand II.                   |
| 1636–1645      | János Homonnai Drugeth        | Ferdinand III.                  |
| 1646–1649      | Pál Pálffy                    | Ferdinand III.                  |
| 1649–1655      | László Csáky                  | Ferdinand III.                  |
| 1655–1670      | Ferenc Nádasdy                | Leopold I.                      |
| 1670–1681      | Ádám Forgách                  | Leopold I.                      |
| 1681–1687      | Miklós Draskovich             | Leopold I.                      |
| 1687–1699      | István Csáky                  | Leopold I.                      |
| 1700–1703      | Ádám Batthyány                | Leopold I.                      |
| 1704–1713      | György Erdődy                 | Joseph I.                       |
| 1713–1714      | Miklós Pálffy                 | Karl III.                       |
| 1714–1731      | István Koháry                 | Karl III.                       |
| 1731–1741      | János Pálffy                  | Karl III.                       |
| 1741–1748      | József Esterházy              | Maria Theresia                  |
| 1748–1759      | György Erdődy                 | Maria Theresia                  |
| 1759–1765      | József Illésházy              | Maria Theresia                  |
| 1765–1773      | Miklós Pálffy                 | Maria Theresia                  |
| 1773–1783      | György Fekete                 | Maria Theresia                  |
| 1783–1786      | János Csáky                   | Joseph II.                      |
| 1786–1787      | Kristóf Niczky                | Joseph II.                      |
| 1787–1788      | vakant                        | Joseph II.                      |
| 1788–1795      | Károly Zichy                  | Leopold II., Franz I.           |
| 1795–1802      | Péter Végh                    | Franz I.                        |
| 1802–1806      | Ferenc Szent-Iványi           | Franz I.                        |
| 1806–1825      | József Ürményi                | Franz I.                        |
| 1825–1827      | József Brunszvik              | Franz I.                        |
| 1828–1839      | Anton Moses Cziraky           | Franz I.                        |
| 1839–1848      | György Mailáth                | Ferdinand V.                    |
| 1848–1860      | vakant                        | Franz Joseph I.                 |
| 1860–1863      | György Apponyi                | Franz Joseph I.                 |
| 1863–1865      | György Andrássy               | Franz Joseph I.                 |
| 1865–1867      | vakant                        | Franz Joseph I.                 |
| 1867–1883      | György Mailáth                | Franz Joseph I.                 |
| 1883–1885      | vakant                        | Franz Joseph I.                 |
| 1885–1888      | Pál Sennyey                   | Franz Joseph I.                 |
| 1888–1893      | László Szőgyény-Marich        | Franz Joseph I.                 |
| 1893–1895      | vakant                        | Franz Joseph I.                 |
| 1895–1917      | Béla Orczy                    | Franz Joseph I.                 |
| 1917–1918      | Aurél Dessewffy               | Karl IV.                        |